# معوذ بن الحارث
معوذ بن الحارث المعروف بـ معوذ بن عفراء صحابي من الأنصار من بني غنم بن مالك بن النجار من الخزرج، شهد بيعة العقبة الثانية في رواية ابن إسحاق، وشهد غزوة بدر، فوقف هو وأخوه عوف يومئذ في الصف بجنب عبد الرحمن بن عوف حتى يدلهما على أبي جهل عمرو بن هشام المخزومي، فدلهما عليه، فشدا معًا عليه، فأصاباه، وقتلهما، ثم أجهز عليه عبد الله بن مسعود.

## نسبه
معوذ بن الحارث ابن رفاعة بن الحارث بن سواد بن مالك بن غَنْم، وأمّه عفراء بنت عبيد بن ثعلبة بن عبيد بن ثعلبة بن غَنْم بن مالك بن النجّار. 
قال ابن الجوزي: ‌معوذ ‌بن ‌الحارث بن رفاعة، يعرف بأمه عفراء.
قال ابن الأثير: ومُعَوِّذ: بضم الميم، وفتح العين، وكسر الواو المشدَّدة، وبالذال المعجمة.

## أولاده
وكان لمعوّذ من الولد: الرُّبيِّع بنت مُعَوِّذ، وعميرة بنت معوّذ، وأمّهما أمّ يزيد بنت قيس بن زعوراء بن حرام بن جُنْدب بن عامر بن غَنْم بن عديّ بن النجّار.

## إخوانه
معاذ بن الحارث، وعوف بن الحارث.

## سيرته
شهد العقبة مع السبعين من الأنصار في رواية محمد بن إسحاق وحده، وشهد بدرًا، وهو الذي ضرب أبا جهل هو وأخوه عوف بن الحارث حتى أثبتاه وعطف عليهما أبو جهل، يومئذٍ فقتلهما. ووقع أبو جهل صريعًا فَذَفَّفَ عليه عبد الله بن مسعود، وليس لمعوّذ بن الحارث عقب.، وقال ابن عبد البر: معوذ ابن عفراء هذا هو الذي قتل أبا جهل بن هشام يوم بدر، ثم قاتل حتى قتل يومئذ ببدر شهيدا، قتله أبو مسافع.  وروى ابن الأثير بسنده عن ابن إسحاق قال: وشهدها من الخزرج بن حارثة … وعوف، ومعاذ، ومعوذ بنو الحارث، وهم بنو عفراء. وقال الذهبي: وكان معوذ وعوف قد وقفا يومئذ في الصف بجنب عبد الرحمن بن عوف، وقالا له: يا عم، أتعرف أبا جهل؟ فإنه بلغنا أنه يؤذي رسول الله؛ فدلهما عليه، فشدا معاً عليه.